# 名鉄トフ60形貨車
名鉄トフ60形貨車（めいてつトフ60がたかしゃ）とは、かつて名古屋鉄道で運用されていた木造貨車（無蓋車）である。

## 概要
- 1922年（大正11年）岡崎電気軌道で貨車輸送が開始されるのに伴い、フト1[2]として日本車輌製造で2両が製造される。1926年（大正15年）には1両が増備され計3両となる。妻面に手制動ハンドルが設置されていた。1927年（昭和2年）に三河鉄道と岡崎電気軌道が合併すると三河鉄道に引き継がれ、後にト71・ト72・ト73に改番する。1939年（昭和14年）に2両（ト71・ト72）が廃車。同時にト73がト71に改番する。1941年（昭和16年）に三河鉄道が名古屋鉄道と合併した後、トフ60形（トフ61）に改番する。

- 戦後は岡崎市内線に所属となったが、三河線や挙母線などの鉄道線での運用が多かった。1960年（昭和35年）頃には軌道線用の区別がなくなり、三河線所属となる。1962年（昭和37年）に岡崎市内線が廃止されると鉄道線用として運用される。1965年（昭和40年）に廃車。